# سمارة (المخادر)

تعديل مصدري - تعديل

سمارة هي إحدى قرى عزلة بني سرحة بمديرية المخادر التابعة لمحافظة إب، بلغ تعداد سكانها 421 نسمة حسب تعداد اليمن لعام 2004.